# Emily Greene Balch
Emily Greene Balch (Boston, EUA 1867-Cambridge 1961) fou una sindicalista estatunidenca, escriptora i pacifista, que va rebre el Premi Nobel de la Pau el 1946, compartit amb John Raleigh Mott.

## Orígens i estudis
Nascuda al barri jamaicà de la ciutat de Boston el 8 de gener de 1867, dintre d'una família acomodada, va ser una de les primeres persones a graduar-se al Bryn Mawr College el 1889. Va continuar estudiant sociologia i econòmiques a Europa i als Estats Units, i el 1896 va ingressar a la Facultat del Wellesley College, i l'any 1913 es va convertir en professora d'econòmiques i sociologia.

## Activisme social
Durant la Primera Guerra Mundial va ajudar a fundar la Lliga Internacional de les Dones per la Pau i la Llibertat i va fer campanya contra l'entrada dels Estats Units en el conflicte armat.
A causa de les seves activitats pacifistes la Universitat de Wellesley li va rescindir el contracte, i es va convertir en editora de The Nation, una revista de notícies liberal molt coneguda. Emily es va convertir en quàquera el 1920, i mai es va casar.
El 1946 fou recompensada amb el Premi Nobel de la Pau, juntament amb John Raleigh Mott, pels seus treballs pacifistes i integradors com a presidenta internacional honorària de la Lliga Internacional de les Dones per la Pau i la Llibertat.
Morí el 9 de gener de 1961, en el seu retir a la ciutat nord-americana de Cambridge.